# Riessiella cylindrica
Riessiella cylindrica är en svampart som beskrevs av Jülich 1985. Riessiella cylindrica ingår i släktet Riessiella, klassen Agaricomycetes, divisionen basidiesvampar och riket svampar.   Inga underarter finns listade i Catalogue of Life.